# Súng cao su

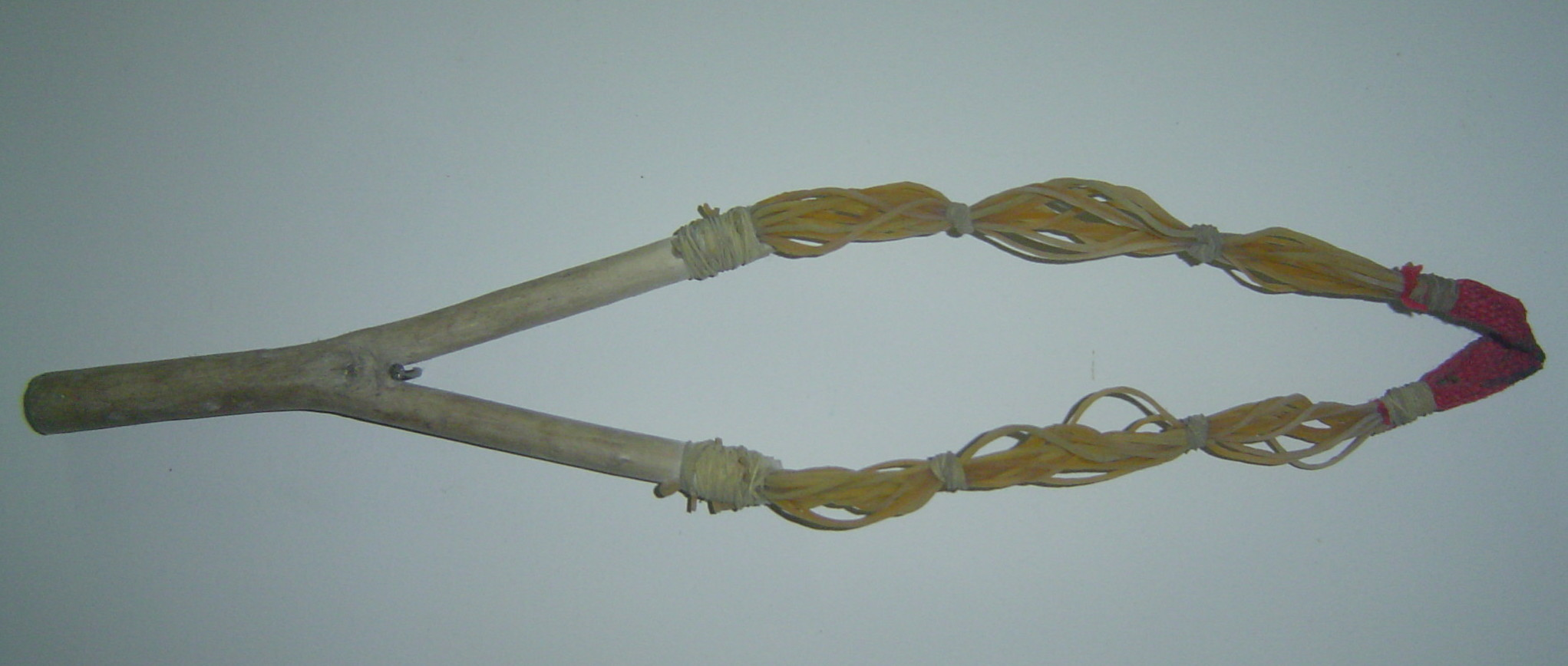
Ná thun hau súng cao su

Ná thun hay còn gọi là súng cao su, hay ná cao su, hoặc giàn thun (phương ngữ miền Nam Việt Nam) là một loại vũ khí thô sơ nhưng cũng dùng làm đồ chơi và được thấy ở nhiều nơi trên thế giới. Súng cao su dựa trên nguyên lý chung là sử dụng dây tạo lực đàn hồi, thường là dây cao su để "bắn" vật nặng nhỏ dùng làm "đạn" đi với vận tốc và quãng đường hơn hẳn ném.

## Cấu tạo và cách sử dụng
Súng cao su thường có cấu tạo đơn giản như sau:
- Thân chính của súng: thường có dạng hình chữ Y, được làm bằng chạc cây hoặc các vật liệu khác.
  - Nếu là chạc cây, chúng được đẽo gọt từ một cành cây có hình dạng đối xứng, hai chạc có kích thước đều nhau, cán hơi dài hơn một chút để cầm khi bắn. Chạc cây được gọt hết lớp vỏ sần sùi, lộ ra lớp gỗ. Ở Việt Nam, chạc cây ổi thường được chọn làm súng cao su vì sau khi bỏ đi lớp vỏ mỏng có được một khẩu súng nhẵn, đẹp và bền chắc.
  - Ngoài ra, có thể chế tác từ gỗ tấm hoặc hàn thân súng bằng kim loại (sắt, thép).
- Dây súng: gồm hai dây cao su lưu hoá có cùng chiều dài, thường cắt từ các loại săm xe đạp, xe máy, ruột bóng da... hay dùng dây chun quần áo hoặc bện nhiều dây chun nhỏ (còn gọi là "nịt" hay ''buộc'') lại...Dây cao su có tác dụng tạo ra động năng của viên đạn khi thoát khỏi súng. Một đầu của mỗi dây cao su được buộc chặt vào đầu chạc súng còn đầu kia buộc với chỗ kẹp đạn. Chiều dài của dây súng phù hợp với người sử dụng, nếu quá ngắn lực đàn hồi yếu khiến đạn bay không nhanh, nếu quá dài khi kéo căng sẽ khó vì vượt quá chiều dài cánh tay. .
- Chỗ kẹp đạn: là một miếng hình chữ nhật thường làm bằng da thuộc hoặc vật liệu mềm, bền để kẹp viên đạn vào khi bắn.

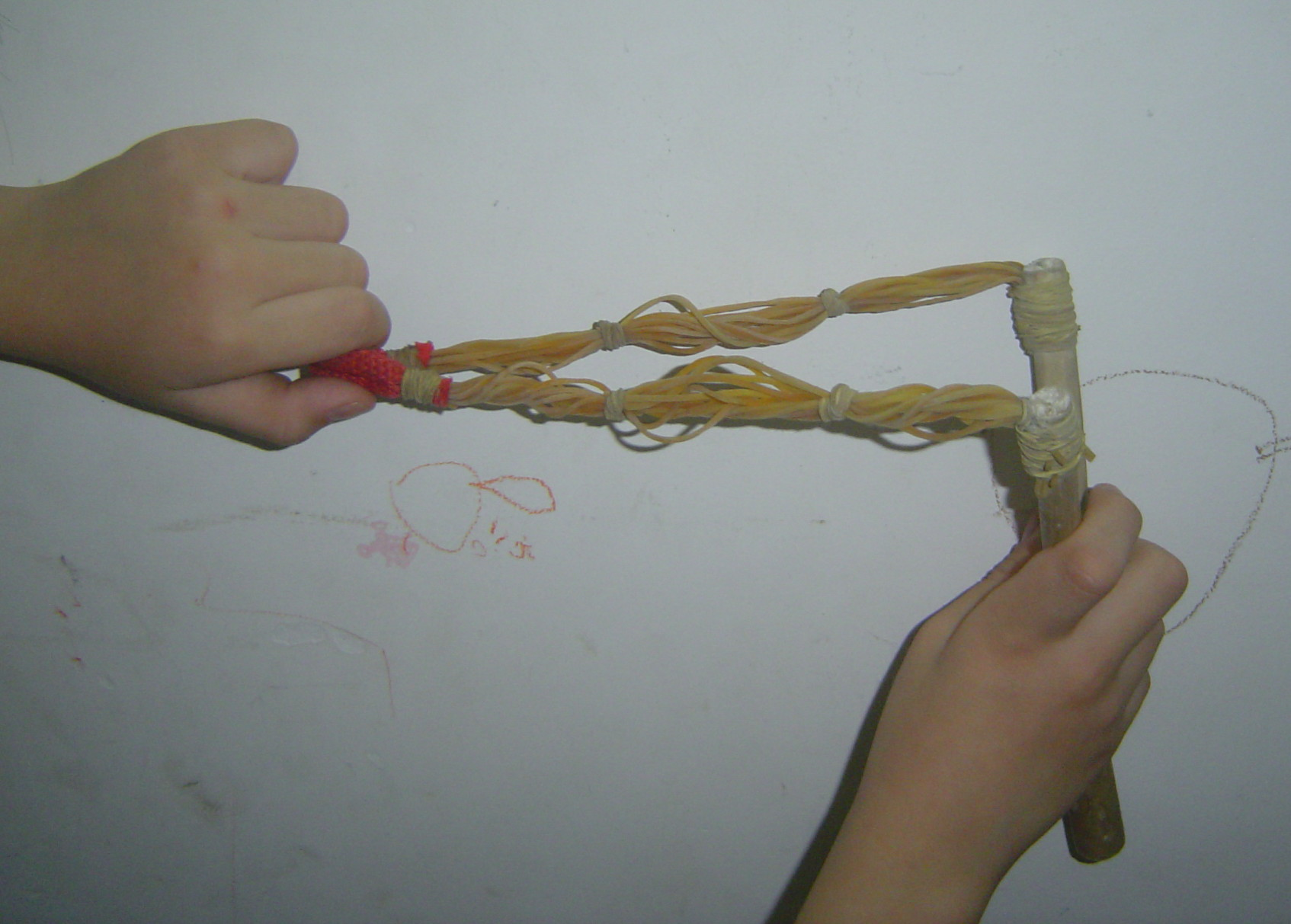
Ngắm bắn súng cao su

Súng cao su sử dụng rất đơn giản: đạn được kẹp vào chỗ kẹp đạn, một tay giữ chắc cán súng, một tay giữ chỗ kẹp đạn rồi kéo cho dây súng căng ra đồng thời ngắm về phía mục tiêu. Thả tay giữ chỗ kẹp đạn ra thì viên đạn sẽ bay về phía mục tiêu do tác dụng của lực đàn hồi.
Đạn súng cao su thường là vật rắn nhỏ hình tròn hoặc tương đối tròn, những viên sỏi, đá hay bi...hay được dùng làm đạn.

## Biến thể
Một loại súng cao su đơn giản hơn và lực bắn yếu hơn do trẻ em Việt Nam làm được gọi là "súng nịt". Thân súng được uốn từ dây thép đường kính nhỏ hơn chiếc đũa một chút và hai chạc hơi cong. Súng nịt không có chỗ kẹp đạn mà chỉ có một dây chun nhỏ buộc hai đầu vào hai chạc. Do không có chỗ kẹp đạn nên đạn súng nịt không phải là viên tròn mà có hình chữ V hoặc chữ U được uốn từ những đoạn thép ngắn, dây leo (dây bìm bìm...), cành cây nhỏ và dai (cành cây găng...) thậm chí giấy cuốn rồi gập lại.

## Sử dụng
Súng cao su có thể dùng để săn bắn chim hoặc các động vật nhỏ khác để làm thực phẩm. Trẻ em thường dùng súng cao su, súng nịt để chơi. Tầm bắn thích hợp của súng cao su là khoảng 20–30 m. Viên đạn rắn bay với vận tốc cao nên có xung lượng lớn và sát thương khi va đập vào mục tiêu. Một kết quả thực nghiệm bắn súng cao su bằng những viên đạn chì với trọng lượng khác nhau cho kết quả như sau:
| Trọng lượng viên đạn (gam)                          | 45  | 64  | 122 | 171 | 223 |
| Vận tốc trung bình khi bắt đầu rời khỏi súng (km/h) | 151 | 163 | 142 | 137 | 135 |
| Năng lượng (fpe)                                    | 2,3 | 3,8 | 5,5 | 7,4 | 9,1 |

Ngoài việc sử dụng để săn bắn, thứ vũ khí có thể tự tạo một cách rất dễ dàng này còn xuất hiện trong các cuộc bạo loạn, xung đột ở nhiều nơi trên thế giới. Thậm chí trong chiến tranh Việt Nam, những chiếc súng cao su kích cỡ lớn được du kích Việt Nam sử dụng để phóng lựu đạn. Chạc súng là hai cọc tre, gỗ đóng chặt xuống đất, dây được bện từ nhiều sợi dây cao su thường dùng để buộc hàng hoá. Để căng dây, phải 3-4 du kích ôm lưng nhau cùng kéo. Lựu đạn được rút chốt sẵn rồi phóng về phía mục tiêu. Loại súng cao su khổng lồ này có thể phóng lựu đạn bay xa vài ba trăm mét.
Mới đây, cảnh sát ở Tijuana của Mexico đã phải dùng súng cao su thay cho súng thật đã bị thu hồi do họ bị nghi ngờ tiếp tay cho các vụ buôn ma tuý vào Hoa Kỳ.
Một vài người còn lạm dụng súng cao su để gây thương tích, khủng bố, năm 2006 tại Việt Nam đã từng có vụ khủng bố ca sĩ hải ngoại khiến cho người này phải đi cấp cứu vì bị trúng đạn do súng cao su gây ra.
Súng cao su, súng nịt hay được trẻ em chơi cũng nhiều khi dẫn đến thương tích do đạn lạc hoặc sử dụng để bắn nhau.